# 卡梅里诺
卡梅里诺（義大利語：Camerino），是意大利马切拉塔省的一个市镇。总面积129平方公里，人口7126人，人口密度55.2人/平方公里（2009年）。ISTAT代码为043007。